# Ernest Eugène Altès
Ernest Eugène Altès   (París, 28 de març de 1830 - Saint-Dyé-sur-Loire, 2 de juliol de 1899) fou un violinista i director d'orquestra francès.
Era el germà menor del violinista Joseph-Henri Altès. Fills d'un soldat i criat al regiment, els nens els va ensenyar el seu pare a tocar el violí i el fill des dels seus primers anys. A l'edat de 12 anys, Altès va escriure un aire amb variacions per a violí i piano, que es va mostrar a Habeneck i va obtenir la seva entrada al Conservatori de París. El 1843 va ingressar a la classe de violí de Habeneck; dos anys més tard va obtenir un segon accèssit per a violí, el 1847 el segon premi, i l'any següent amb el primer premi. El 1849 obtingué un segon premi d'harmonia sota F. Bazin, després de la qual cosa va passar algun temps estudiant composició avançada amb M. Carafa. A partir de 1845 va tocar a la banda d'òpera de París, i el 1846 va ingressar a l'Orquestra de la Societat dels Concerts del Conservatori.
El 1871 Altès va ser nomenat sots-director de l'Òpera en lloc d'É. Deldevez, que acabava d'abandonar el càrrec després de dotze anys de treball. François George-Hainl era en aquest moment conductor de l'Òpera, però a la seva mort el 1873, Deldevez, que durant l'any anterior va substituir George-Hainl com a director d'orquestra al Conservatori, va ser recordat. En 1877 Deldevez va ser succeït a l'òpera per Charles Lamoureux, que no podia estar d'acord amb el nou director, A. Vaucorbeil, es va retirar a finals de 1879. Altès, que encara era director adjunt, ara era nomenat director d'orquestra i gairebé va renunciar immediatament la seva publicació a la Société des Concerts, en la que havia col·laborat des de 1877. El 1881 va ser condecorat amb la Légion d'Honneur. L'1 de juliol de 1887, el senyor Altès, que, en contra del seu desig, va ser col·locat a la llista de retirats, va ser més o menys destituït pels directors de l'Òpera i substituït per A. Vianesi.
Les seves composicions principals són una sonata per a piano i violí, un trio per a piano i cordes, un quartet de corda, una simfonia i un divertiment en aires de ballet de Daniel Auber, escrit per al centenari d'Auber el 1882, a més de fantasies operístiques, melodies característiques, etc.